# Yashio
Yashio (八潮市 Yashio-shi) é uma cidade japonesa localizada na província de Saitama.
Em 2003 a cidade tinha uma população estimada em 75 673 habitantes e uma densidade populacional de 4 197,06 h/km². Tem uma área total de 18,03 km².
Recebeu o estatuto de cidade a 15 de Janeiro de 1972.